# Zamek w Perejasławiu
 Zamek w Perejasławiu – wybudowany  przez Włodzimierza Wielkiego dla ochrony południowych granic Rusi przed najazdami Połowców.

## Historia
Książę kijowski Włodzimierz I Wielki w celu ochrony południowej części swojego księstwa przed najazdami Pieczyngów wzniósł w miejscu późniejszego zamku gród otoczony fortyfikacjami drewniano-ziemnymi. W latach 1054–1239 była to stolica samodzielnego Księstwa perejasławskiego, którym rządził książę perejasławski Wsiewołod I Jarosławicz, syn Jarosława I Mądrego, później jego władcą był między innymi Włodzimierz Monomach. Księstwo i gród upadły w wyniku najazdu Tatarów w 1239 roku. W 1585 r. za zgodą króla Polski Stefana Batorego, na miejscu starego grodu zbudowano zamek, w którym służyło dwustu Kozaków. Miasto i zamek zostały spalone przez Kozaków podczas powstania Kosińskiego.